# Anaeolopus dorsalis
Anaeolopus dorsalis är en insektsart som först beskrevs av Carl Peter Thunberg 1815.  Anaeolopus dorsalis ingår i släktet Anaeolopus och familjen gräshoppor. Inga underarter finns listade i Catalogue of Life.